# Plebejus tscherkessica
Plebejus tscherkessica är en fjärilsart som beskrevs av Forster 1936. Plebejus tscherkessica ingår i släktet Plebejus och familjen juvelvingar. Inga underarter finns listade i Catalogue of Life.